# Oranje druppelzwam
De oranje druppelzwam (Dacrymyces stillatus) is een schimmel uit de familie Dacrymycetaceae. Hij leeft saprofyt. Hij groeit in groepjes bij elkaar op loof- en naaldhout. Hij kan ook voorkomen op houten hekken, vensterbanken, raamkozijnen en tuinmeubilair.

## Kenmerken
Uiterlijke kenmerken
In het begin is het vruchtlichaam knopvormig tot cilindrisch, heeft een grootte van 1 tot 2 mm en is oranje tot diep roodgeel getint. Later worden ze goudgeel tot witachtig geel en groeien ze tot 3 tot 6 mm groot en meer bekervormig. Als ze uitgedroogd zijn dan gaat de kleur naar oranje tot oranjerood.
In het veld zijn de oranje druppelzwam (Dacrymyces stillatus) en de gerimpelde druppelzwam (Dacrymyces lacrymalis) lastig uit elkaar te houden. 
Microscopische kenmerken
De hyfen van de jonge vruchtlichamen vormen conidia, die een cilindrische tot elliptische vorm hebben met 8-30 × 3-5 micrometer, zijn eencellig tot meercellig en kleurloos tot geelachtig van kleur. De basidia met de sporen ontwikkelen zich alleen bij oudere exemplaren. Deze laatste zijn kleurloos, lang-elliptisch van vorm en hebben een glad oppervlak. Als ze volwassen zijn, hebben ze maximaal drie septa, op welk punt de sporen vernauwd lijken. Ze meten 10-16 (18) × 5-6,5 (7) µm. Soms zijn er kleinere zijsporen aanwezig. De celwanden zijn op alle plaatsen duidelijk verdikt. De hyfen hebben geen gespen.

## Verspreiding
De soort komt wereldwijd voor. In Nederland komt de schimmel zeer algemeen voor.

## Foto's

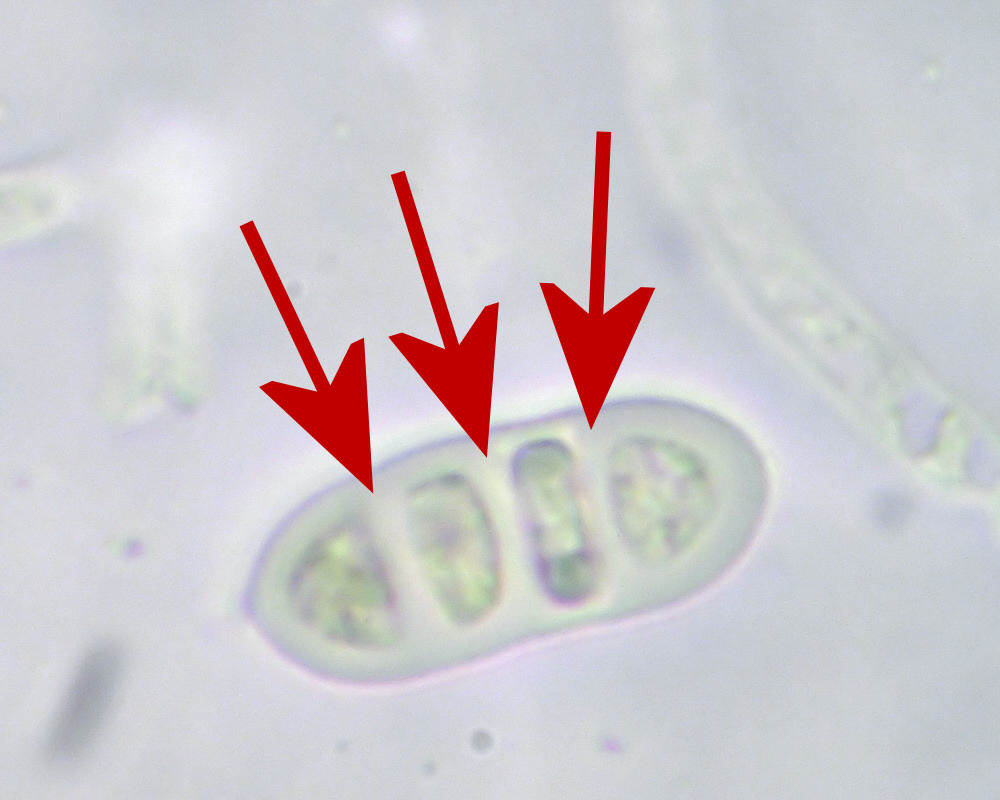
Sporen met septa
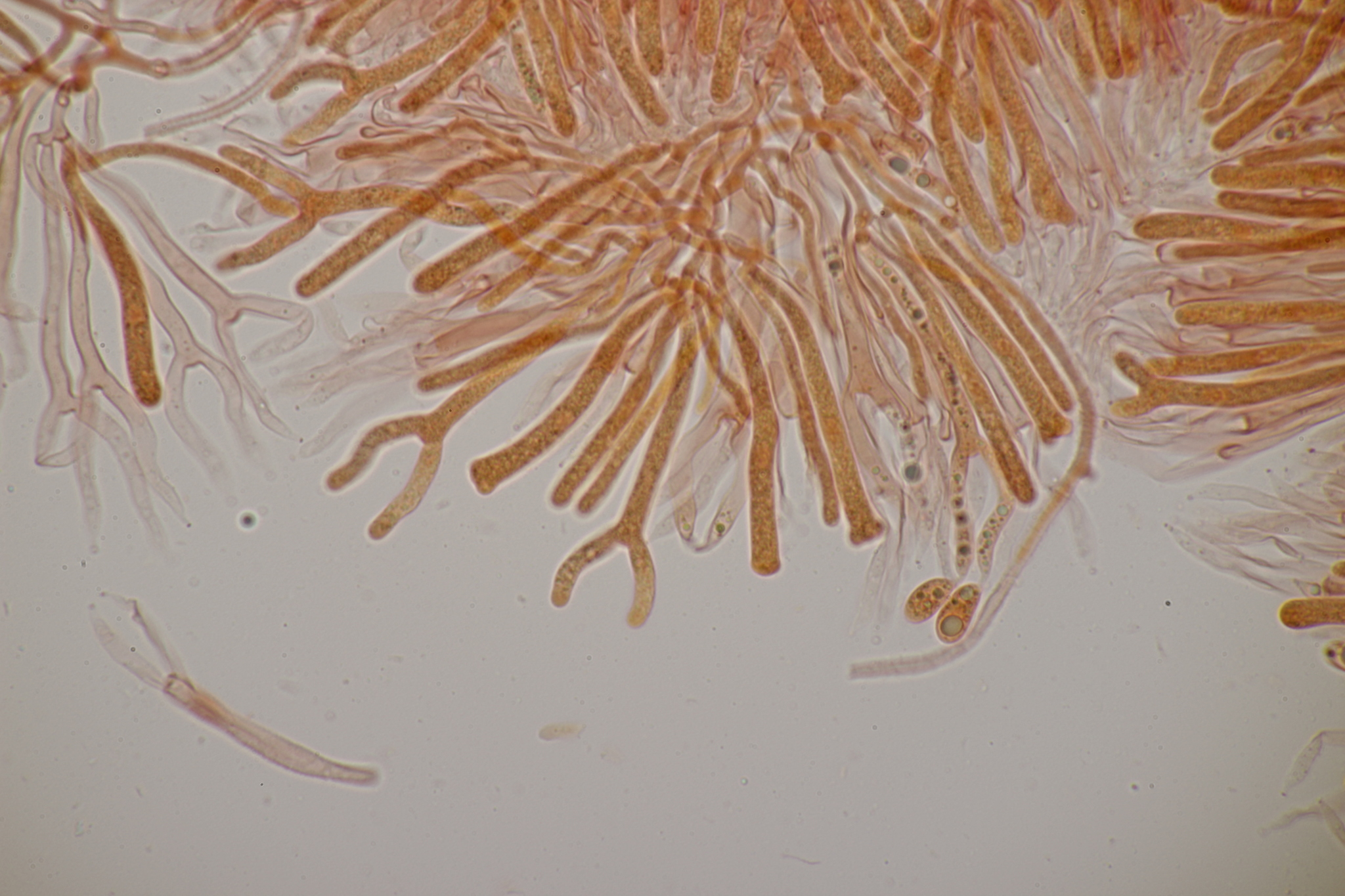
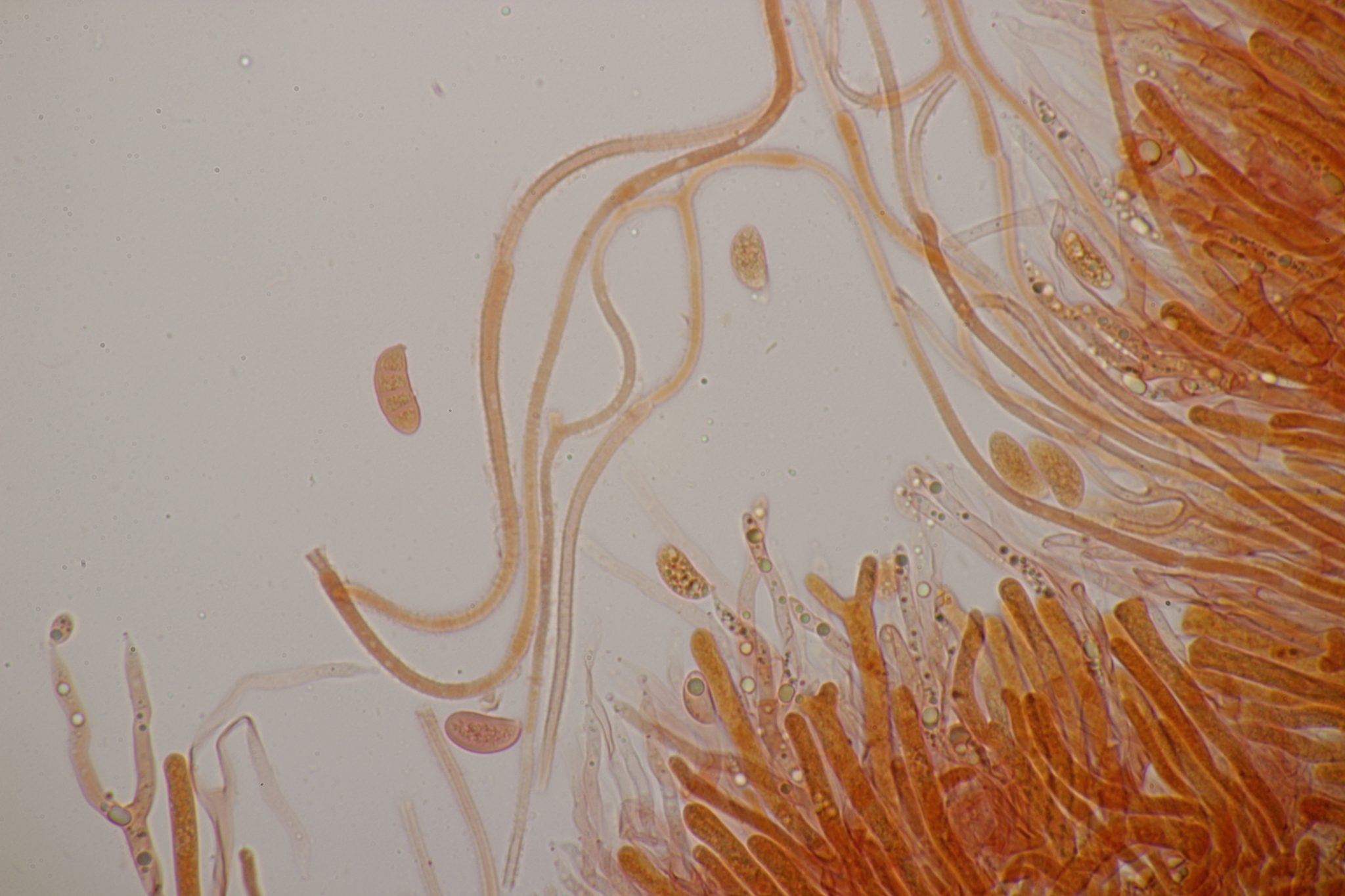
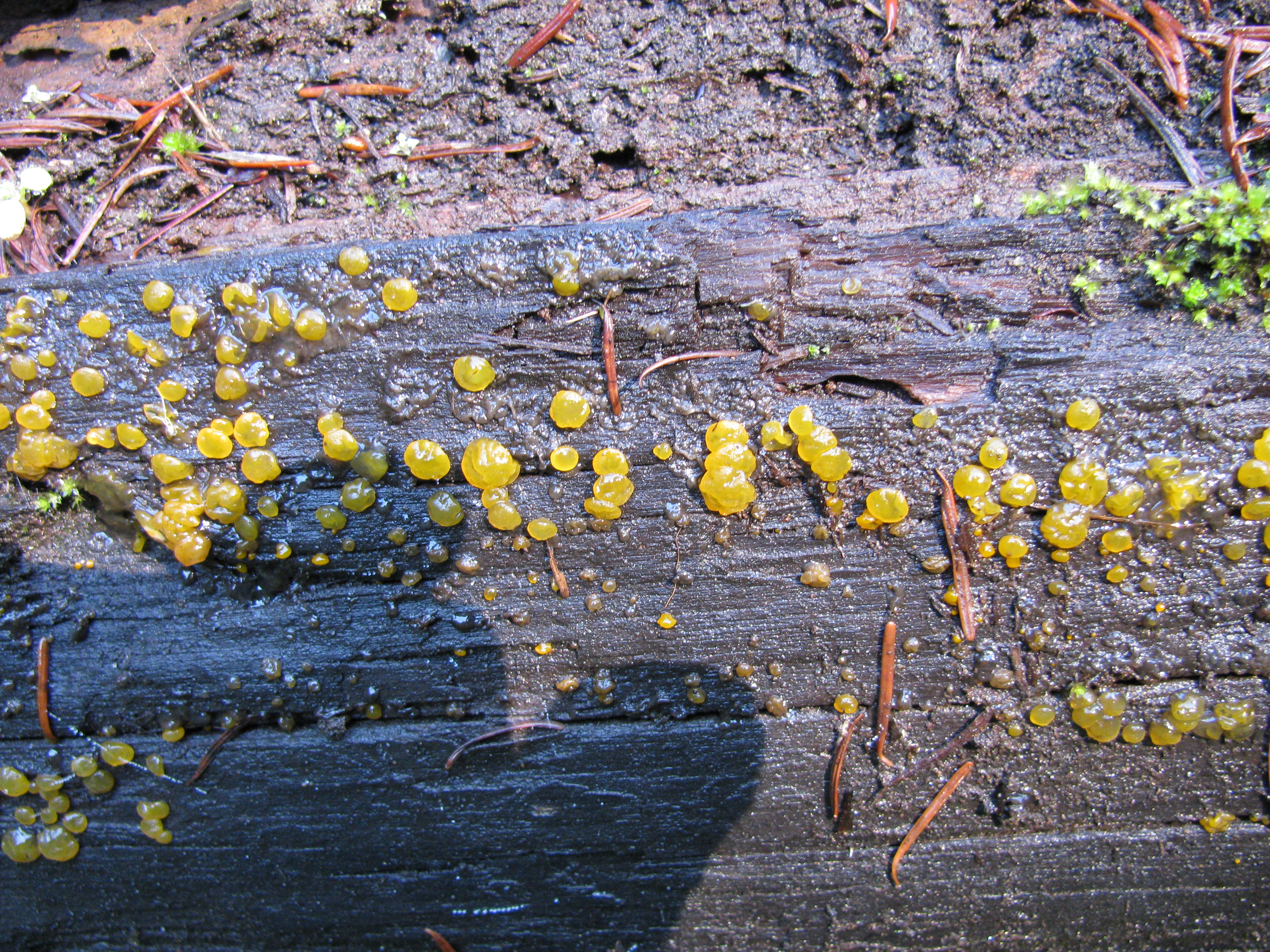
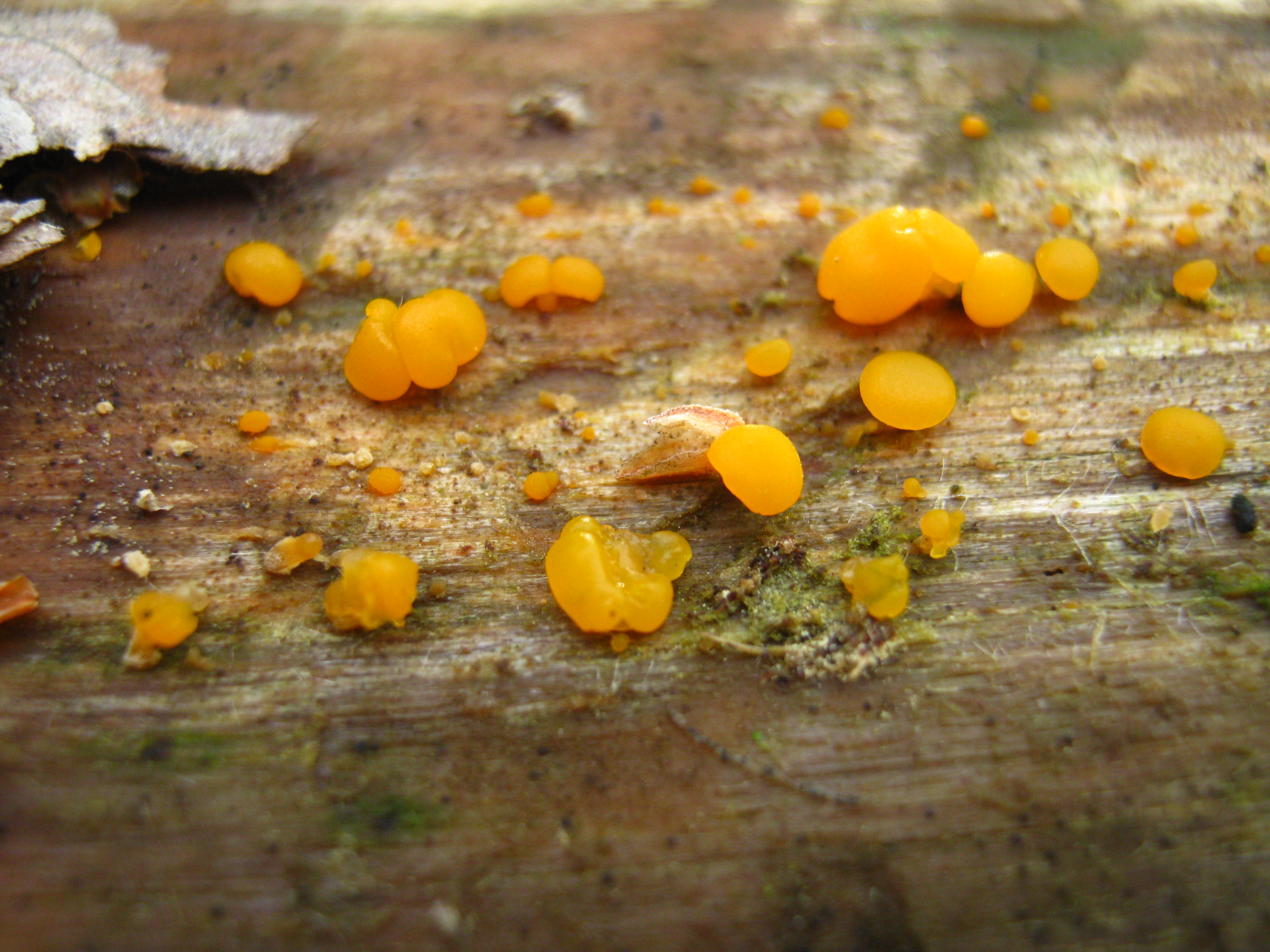
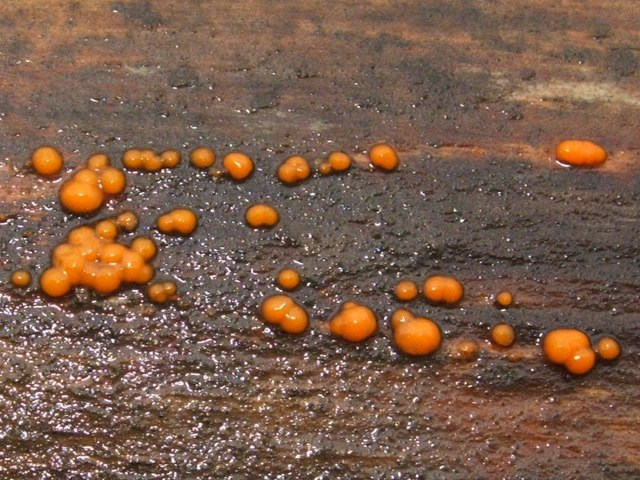
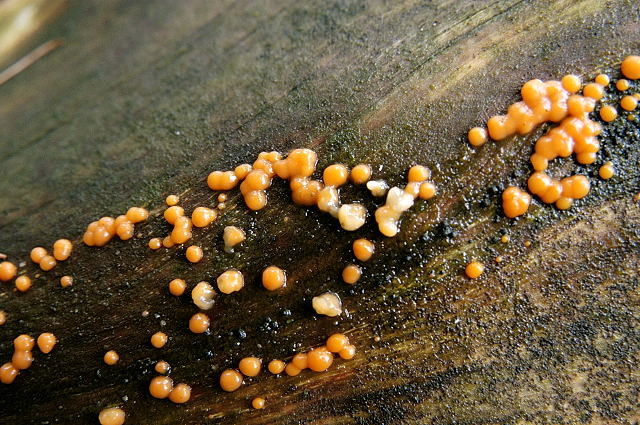